# Місце пам'яті
Місця пам'яті, пам'ятні місця (фр. Lieu de mémoire, нім. Erinnerungsort) — термін, запроваджений французьким дослідником П'єром Нора (фр. Pierre Nora) на початку 1980-х років для позначення місць, символічних об'єктів, з якими певна група людей пов'язує свої спогади, цінності, і де «пам'ять кристалізується і знаходить свій притулок».

### Зв'язокколективної пам'ятіта «місць пам'яті»
На думку П'єра Нора, ми живемо в епоху панування пам'яті, яку він пропонує назвати «меморіальною епохою». Суспільство, яке живе цілком під знаком історії, змушене відзначати певні місця (les leieux de memoire — «місця пам'яті») і втілюватися в них для закріплення пам'яті та вкорінення в ній. Оскільки традиція пам'яті зникає, суспільство відчуває себе зобов'язаним зберігати і збирати свідчення. У своїй багатотомній праці «Les lieux de memoire» дослідник намагається описати топографію колективної пам'яті Франції, вказуючи на ті найважливіші місця, які виконують символічну роль і покликані створювати уявлення суспільства про самих себе і свою історію.